# Linia kolejowa nr 871
Linia kolejowa nr 871 – obecnie nieczynna, jednotorowa, dawniej zelektryfikowana linia kolejowa znaczenia miejscowego, łącząca dawny posterunek bocznicowy Wanda z dawną bocznicą szlakową KWK Michał.
Linia dawniej umożliwiała eksploatację Kopalni Węgla Kamiennego Michał przez pociągi towarowe jadące z kierunku Sosnowca.